# Kungari Conservation Park
Kungari Conservation Park är en park i Australien. Den ligger i kommunen Kingston och delstaten South Australia, omkring 260 kilometer sydost om delstatshuvudstaden Adelaide.
Trakten runt Kungari Conservation Park är nära nog obefolkad, med mindre än två invånare per kvadratkilometer..
Trakten runt Kungari Conservation Park består till största delen av jordbruksmark. Genomsnittlig årsnederbörd är 804 millimeter. Den regnigaste månaden är juni, med i genomsnitt 137 mm nederbörd, och den torraste är februari, med 14 mm nederbörd.